# Verbund für Nationales Hochleistungsrechnen
Der Verbund für Nationales Hochleistungsrechnen (NHR-Verbund) ist ein Zusammenschluss von universitären Hochleistungsrechenzentren (NHR-Zentren) in Deutschland. Bei den NHR-Zentren handelt es sich um Rechenzentren der Ebene 2 (engl. Tier 2), die einen überregionalen oder thematisch fokussierten Versorgungsauftrag haben und die gemeinsam nach Maßgabe von Artikel 91b Absatz 1 des Grundgesetzes von Bund und Ländern gefördert werden.

## Geschichte
Im November 2020 entschied die Gemeinsame Wissenschaftskonferenz des Bundes und der Länder (GWK) über die Aufnahme von Ebene-2-Rechenzentren in die gemeinsame Förderung des NHR. Die Förderung erfolgt im Rahmen des GWK-Abkommens über die „Gemeinsame Förderung von Forschungsbauten, Großgeräten und des Nationalen Hochleistungsrechnens an Hochschulen“ von 26. November 2018. Bund und Länder stellen dafür gemeinsam jährlich bis zu 62,5 Mio. Euro bereit. Im Oktober 2021 stimmte die GWK der Aufnahme des Konsortiums Süd-West – bestehend aus der Goethe-Universität Frankfurt am Main, der Johannes Gutenberg-Universität Mainz, der Technischen Universität Kaiserslautern und der Universität des Saarlandes – als neunten Partner in den NHR-Verbund sowie dessen Förderung zu.
Im August 2021 wurde der Verein für Nationales Hochleistungsrechnen – NHR-Verein e.V. in Berlin als Trägerverein gegründet.

## Ziel und Aufgabe
Der Verbund soll bedarfsgerecht überregional Hochleistungsrechner der mittleren Leistungsklasse (Ebene 2) für die Wissenschaft zur Verfügung zu stellen und deren nachhaltige und ressourceneffiziente Nutzung sowie das Wissenschaftliche Rechnen sicherstellen bzw. fördern. Die Vergabe der NHR-Ressourcen soll durch die Implementierung eines gemeinsamen fairen, wissenschaftsgeleiteten und nationalen Vergabeverfahrens für Rechenzeiten sichergestellt werden.

## Mitglieder
Folgende Rechenzentren sind Mitglied im NHR-Verbund:
- RWTH Aachen, IT Center
- Berlin University Alliance, Zuse-Institut Berlin
- TU Dresden, Zentrum für Informationsdienste und Hochleistungsrechnen
- TU Darmstadt, Hochschulrechenzentrum
- Universität Erlangen-Nürnberg, Regionales Rechenzentrum Erlangen
- GWDG, gemeinsame Einrichtung der Universität Göttingen und der Max-Planck-Gesellschaft
- Karlsruher Institut für Technologie, Steinbuch Centre for Computing
- Universität Paderborn, Paderborn Center for Parallel Computing
- NHR Süd-West – bestehend aus der Goethe-Universität Frankfurt am Main, der Technischen Universität Kaiserslautern, der Johannes Gutenberg-Universität Mainz und der Universität des Saarlandes